# Carlos Felipe (lutador)
Carlos "Boi" Felipe Cabral de Almeida (nascido em 12 de janeiro de 1995) é um lutador de artes marciais mistas brasileiro que compete na divisão de pesos pesados do Ultimate Fighting Championship .

## Fundo
Nascido em Feira de Santana, Bahia, em 1995, Carlos Felipe foi vítima de bullying ao longo da infância por estar acima do peso. Aos 14 anos, Felipe pesava 157 kilos (346 libras). Felipe era obeso mórbido e sua família tentava de tudo, mas nada parecia ajudá-lo a emagrecer. Depois de tentar vários métodos para perder peso, Felipe encontrou no Boxe uma forma de perder peso. Seu peso caiu de 157 kg para 125 kg (275 libras) em apenas 12 meses. Junto com a perda de peso, ele passou a ter mais confiança para praticar exercícios em uma intensidade maior e passou a treinar na academia local todos os dias.

## Carreira no MMA

### Início de carreira
Iniciando sua carreira profissional em 2014, Felipe lutou por várias promoções regionais brasileiras, acumulando um recorde invicto de 8-0, vencendo 6 de 8 por nocaute no primeiro turno.

### Ultimate Fighting Championship
Depois de assinar com o UFC, em 19 de setembro, Felipe foi denunciado por uma potencial violação da USADA decorrente de uma amostra fora da competição coletada em 29 de julho. Portanto, ele foi retirado de sua estreia no UFC contra Christian Colombo no UFC Fight Night: Brunson vs. Machida . Em 20 de outubro, foi anunciado que Felipe aceitaria a suspensão de dois anos retroativa à data de sua suspensão provisória. Ele testou positivo para metabólitos de estanozolol, 16β-hidroxi-estanozolol e 3'-hidroxi-estanozolol. Ele estava qualificado para retornar em 18 de setembro de 2019.
Após ser solto após seu teste positivo, Felipe renunciou ao UFC em 20 de julho de 2019.
Esperava-se que Felipe fizesse sua estreia no UFC contra Sergey Spivak em 9 de maio de 2020, no então UFC 250 .  Porém, em 9 de abril, Dana White, o presidente do UFC anunciou que este evento seria adiado para uma data futura  Eventualmente, a luta foi marcada para 19 de julho de 2020 no UFC Fight Night 172 . Ele perdeu a luta por decisão da maioria.
Felipe enfrentou Yorgan de Castro, em substituição a Ben Sosoli, no dia 4 de outubro de 2020, no UFC na ESPN: Holm vs. Aldana .  Ele venceu a luta por decisão unânime.
Felipe enfrentou Justin Tafa em 16 de janeiro de 2021 no UFC Fight Night: Holloway vs. Kattar . Ele venceu a luta por decisão dividida polêmica. 16 de 20 pontuações de mídia deram a Tafa.
Como primeira luta de seu novo contrato de quatro lutas, Felipe deve enfrentar Jake Collier no dia 12 de junho de 2021 no UFC 263 .

## Registro de artes marciais mistas
| Cartel no MMA   |             |           |
| 11 lutas        | 10 vitórias | 1 derrota |
| Por nocaute     | 6           | 0         |
| Por finalização | 0           | 0         |
| Por decisão     | 4           | 1         |

| Res. | Cartel | Oponente                          | Método                   | Evento                                      | Data                   | Round | Tempo | Local                           | Notas                    |
| ---- | ------ | --------------------------------- | ------------------------ | ------------------------------------------- | ---------------------- | ----- | ----- | ------------------------------- | ------------------------ |
| Win  | 10–1   | Justin Tafa                       | Decision (split)         | UFC Fight Night: Holloway vs. Kattar        | 16 de Janeiro de 2021  | 3     | 5:00  | Abu Dhabi, United Arab Emirates |                          |
| Win  | 9–1    | Yorgan de Castro                  | Decision (unanimous)     | UFC on ESPN: Holm vs. Aldana                | 4 de Outubro de 2020   | 3     | 5:00  | Abu Dhabi, United Arab Emirates |                          |
| Loss | 8–1    | Sergey Spivak                     | Decision (majority)      | UFC Fight Night: Figueiredo vs. Benavidez 2 | 19 de Julho de 2020    | 3     | 5:00  | Abu Dhabi, United Arab Emirates |                          |
| Win  | 8–0    | Francisco Sandro da Silva Bezerra | TKO (punches and elbows) | Qualify Combat 2                            | 20 de Maio de 2017     | 1     | 4:07  | Salvador, Brazil                |                          |
| Win  | 7–0    | Paulo Cesar Almeida               | TKO (punches)            | Fight On 4                                  | 1 de Abril de 2017     | 1     | 0:41  | Salvador, Brazil                |                          |
| Win  | 6–0    | Wagner Maia                       | Decision (unanimous)     | Shooto Brazil 68                            | 18 de Dezembro de 2016 | 3     | 5:00  | Brasilia, Brazil                |                          |
| Win  | 5–0    | Pedro Mendes                      | TKO (punches)            | The King of Arena Fight 3                   | 27 de Agosto de 2016   | 1     | 1:48  | Alagoinhas, Brazil              | Heavyweight debut.       |
| Win  | 4–0    | Andre Miranda                     | Decision (unanimous)     | Fight On 3                                  | 30 de Juho de 2016     | 3     | 5:00  | Salvador, Brazil                |                          |
| Win  | 3–0    | Alex Ardson                       | TKO (rib injury)         | MNA MMA Circuit 2                           | 9 de Abril de 2016     | 1     | 5:00  | Seabra, Brazil                  |                          |
| Win  | 2–0    | Fernando Batista                  | TKO                      | Full House: Battle Home 9                   | 21 de Março de 2015    | 1     | 3:37  | Belo Horizonte, Brazil          |                          |
| Win  | 1–0    | Ronilson Santos                   | TKO (punches)            | Velame Fight Combat 3                       | 29 de Novembro de 2014 | 1     | 2:20  | Feira de Santana, Brazil        | Light Heavyweight debut. |